# Samoaans voetbalelftal (mannen)
Het Samoaans voetbalelftal is een team van voetballers dat Samoa vertegenwoordigt bij internationale wedstrijden zoals bij de kwalificatiewedstrijden voor het WK en het Oceanisch kampioenschap.

## Deelname aan internationale toernooien

### Wereldkampioenschap
Samoa nam vanaf 1998 deel aan de kwalificatiewedstrijden, voor het WK van 1998 als West-Samoa.
| Wereldkampioenschap voetbal overzicht | Wereldkampioenschap voetbal overzicht | Wereldkampioenschap voetbal overzicht | Wereldkampioenschap voetbal overzicht | Wereldkampioenschap voetbal overzicht | Wereldkampioenschap voetbal overzicht | Wereldkampioenschap voetbal overzicht | Wereldkampioenschap voetbal overzicht | Wereldkampioenschap voetbal overzicht |
| Jaar                                  | Ronde                                 | Wed.                                  | W                                     | G                                     | V                                     | DV                                    | DT                                    |                                       |
| Spelend als West-Samoa                | Spelend als West-Samoa                | Spelend als West-Samoa                | Spelend als West-Samoa                | Spelend als West-Samoa                | Spelend als West-Samoa                | Spelend als West-Samoa                | Spelend als West-Samoa                |                                       |
| ------------------------------------- | ------------------------------------- | ------------------------------------- | ------------------------------------- | ------------------------------------- | ------------------------------------- | ------------------------------------- | ------------------------------------- | ------------------------------------- |
| 1998                                  | Niet gekwalificeerd                   | Niet gekwalificeerd                   | Niet gekwalificeerd                   | Niet gekwalificeerd                   | Niet gekwalificeerd                   | Niet gekwalificeerd                   | Niet gekwalificeerd                   |                                       |
|                                       |                                       |                                       |                                       |                                       |                                       |                                       |                                       |                                       |
| 2002                                  | Niet gekwalificeerd                   | Niet gekwalificeerd                   | Niet gekwalificeerd                   | Niet gekwalificeerd                   | Niet gekwalificeerd                   | Niet gekwalificeerd                   | Niet gekwalificeerd                   |                                       |
| 2006                                  | Niet gekwalificeerd                   | Niet gekwalificeerd                   | Niet gekwalificeerd                   | Niet gekwalificeerd                   | Niet gekwalificeerd                   | Niet gekwalificeerd                   | Niet gekwalificeerd                   |                                       |
| 2010                                  | Niet gekwalificeerd                   | Niet gekwalificeerd                   | Niet gekwalificeerd                   | Niet gekwalificeerd                   | Niet gekwalificeerd                   | Niet gekwalificeerd                   | Niet gekwalificeerd                   |                                       |
| 2014                                  | Niet gekwalificeerd                   | Niet gekwalificeerd                   | Niet gekwalificeerd                   | Niet gekwalificeerd                   | Niet gekwalificeerd                   | Niet gekwalificeerd                   | Niet gekwalificeerd                   |                                       |
| 2018                                  | Niet gekwalificeerd                   | Niet gekwalificeerd                   | Niet gekwalificeerd                   | Niet gekwalificeerd                   | Niet gekwalificeerd                   | Niet gekwalificeerd                   | Niet gekwalificeerd                   |                                       |
| 2022                                  | Geen deelname                         | Geen deelname                         | Geen deelname                         | Geen deelname                         | Geen deelname                         | Geen deelname                         | Geen deelname                         |                                       |
| 2026                                  | Niet gekwalificeerd                   | Niet gekwalificeerd                   | Niet gekwalificeerd                   | Niet gekwalificeerd                   | Niet gekwalificeerd                   | Niet gekwalificeerd                   | Niet gekwalificeerd                   |                                       |

| Oceanisch kampioenschap voetbal overzicht | Oceanisch kampioenschap voetbal overzicht | Oceanisch kampioenschap voetbal overzicht | Oceanisch kampioenschap voetbal overzicht | Oceanisch kampioenschap voetbal overzicht | Oceanisch kampioenschap voetbal overzicht | Oceanisch kampioenschap voetbal overzicht | Oceanisch kampioenschap voetbal overzicht | Oceanisch kampioenschap voetbal overzicht |
| Jaar                                      | Ronde                                     | Wed.                                      | W                                         | G                                         | V                                         | DV                                        | DT                                        | Kwal                                      |
| ----------------------------------------- | ----------------------------------------- | ----------------------------------------- | ----------------------------------------- | ----------------------------------------- | ----------------------------------------- | ----------------------------------------- | ----------------------------------------- | ----------------------------------------- |
| 1996                                      | Niet gekwalificeerd                       | Niet gekwalificeerd                       | Niet gekwalificeerd                       | Niet gekwalificeerd                       | Niet gekwalificeerd                       | Niet gekwalificeerd                       | Niet gekwalificeerd                       | Niet gekwalificeerd                       |
| 1998                                      | Niet gekwalificeerd                       | Niet gekwalificeerd                       | Niet gekwalificeerd                       | Niet gekwalificeerd                       | Niet gekwalificeerd                       | Niet gekwalificeerd                       | Niet gekwalificeerd                       | Niet gekwalificeerd                       |
| 2000                                      | Niet gekwalificeerd                       | Niet gekwalificeerd                       | Niet gekwalificeerd                       | Niet gekwalificeerd                       | Niet gekwalificeerd                       | Niet gekwalificeerd                       | Niet gekwalificeerd                       | Niet gekwalificeerd                       |
| 2002                                      | Niet gekwalificeerd                       | Niet gekwalificeerd                       | Niet gekwalificeerd                       | Niet gekwalificeerd                       | Niet gekwalificeerd                       | Niet gekwalificeerd                       | Niet gekwalificeerd                       | Niet gekwalificeerd                       |
| 2004                                      | Niet gekwalificeerd                       | Niet gekwalificeerd                       | Niet gekwalificeerd                       | Niet gekwalificeerd                       | Niet gekwalificeerd                       | Niet gekwalificeerd                       | Niet gekwalificeerd                       | Niet gekwalificeerd                       |
| 2008                                      | Niet gekwalificeerd                       | Niet gekwalificeerd                       | Niet gekwalificeerd                       | Niet gekwalificeerd                       | Niet gekwalificeerd                       | Niet gekwalificeerd                       | Niet gekwalificeerd                       | Niet gekwalificeerd                       |
| 2012                                      | Groepsfase                                | 3                                         | 0                                         | 0                                         | 3                                         | 1                                         | 14                                        | (kwal.)                                   |
| 2016                                      | Groepsfase                                | 3                                         | 0                                         | 0                                         | 3                                         | 0                                         | 19                                        | (kwal.)                                   |
| 2024                                      | Groepsfase                                | 3                                         | 0                                         | 0                                         | 3                                         | 2                                         | 11                                        |                                           |

| Polynesië Cup overzicht | Polynesië Cup overzicht | Polynesië Cup overzicht | Polynesië Cup overzicht | Polynesië Cup overzicht | Polynesië Cup overzicht | Polynesië Cup overzicht | Polynesië Cup overzicht | Polynesië Cup overzicht |
| Jaar                    | Ronde                   | Wed.                    | W                       | G                       | V                       | DV                      | DT                      |                         |
| ----------------------- | ----------------------- | ----------------------- | ----------------------- | ----------------------- | ----------------------- | ----------------------- | ----------------------- | ----------------------- |
| 1994                    | Derde                   | 4                       | 2                       | 0                       | 2                       | 13                      | 6                       |                         |
| 1998                    | Derde                   | 4                       | 2                       | 0                       | 2                       | 8                       | 7                       |                         |
| 2000                    | Derde                   | 3                       | 1                       | 1                       | 1                       | 5                       | 10                      |                         |

## FIFA-wereldranglijst[7]
| 1996 | 1997 | 1998 | 1999 | 2000 | 2001 | 2002 | 2003 | 2004 | 2005 | 2006 | 2007 | 2008 | 2009 | 2010 | 2011 | 2012 | 2013 | 2014 | 2015 | 2016 | 2017 | 2018 |
| ---- | ---- | ---- | ---- | ---- | ---- | ---- | ---- | ---- | ---- | ---- | ---- | ---- | ---- | ---- | ---- | ---- | ---- | ---- | ---- | ---- | ---- | ---- |
| 177  | 183  | 164  | 180  | 173  | 172  | 163  | 176  | 179  | 182  | 187  | 146  | 176  | 182  | 185  | 149  | 173  | 183  | 192  | 167  | 191  | 194  | 197  |

## Bondscoaches
FFS · 
A-internationals · 
Samoaans vrouwenelftal
1989 – 1999 · 
2000 – 2009 · 
2010 – 2019 ·
2020 − 2029
Amerikaans-Samoa ·
Australië ·
Cookeilanden ·
Fiji ·
Nieuw-Caledonië ·
Nieuw-Zeeland ·
Papoea-Nieuw-Guinea ·
Salomonseilanden ·
Tahiti ·
Tonga ·
Vanuatu